# EUCMOS
EUCMOS ist eine europäische Konferenzreihe, die sich mit Themen der Molekülspektroskopie befasst. Die Abkürzung steht für European Congress on Molecular Spectroscopy. Sie findet seit 1951 im zweijährigen Rhythmus in verschiedenen europäischen Städten statt.

## Geschichte
Die Europäische Molekulare Spektroskopiegruppe, die formlos nach dem Zweiten Weltkrieg gegründet wurde, um Spektroskopiker aus ganz Europa zusammenzubringen, traf sich zum ersten Mal 1947 in Konstanz. Reinhard Mecke, der gemeinsam mit Alfred Kastler und J. Lecomte aus Frankreich sowie Sir Harold Warris Thompson aus England die Vorstellung einer europäischen Konferenz zur Spektroskopie entwickelte, arbeitete zu dieser Zeit in Wallhausen, einer kleinen Stadt am Ufer des Bodensees. Das erste offizielle EUCMOS Treffen fand dann 1951, organisiert von Ernst Miescher in Basel statt. Seitdem findet die Tagung in zweijährigem Wechsel in verschiedenen europäischen Städten statt. Dieser Rhythmus wurde zweimal unterbrochen. 1971 fand sich kein Gastgeber für die Konferenz und 1991 musste die XX. EUCMOS in Zagreb wegen des jugoslawischen Bürgerkriegs abgesagt werden. Sie wurde ein Jahr später in Österreich (Wien) nachgeholt. Seitdem findet die EUCMOS immer in geraden Jahren statt.
Die EUCMOS hat über die Jahre immer wieder Nobelpreisträger oder zukünftige Nobelpreisträger auf dem Bereich der Spektroskopie und Molekülphysik als Plenarredner gewinnen können. Dies beginnt 1953 mit Alfred Kastler in Paris (Nobelpreis 1966) und setzt sich fort mit Gerhard Herzberg 1989 in Leipzig (Nobelpreis 1971), Harold Kroto 2000 in Coimbra (Nobelpreis 1996) und Theodor W. Hänsch 2010 in Florenz (Nobelpreis 2005).
| Number | Year | Country         | City         | Organizer           |
| ------ | ---- | --------------- | ------------ | ------------------- |
| 0      | 1947 | Germany         | Konstanz     | Mecke               |
| I      | 1951 | Switzerland     | Basel        | Miescher            |
| II     | 1953 | France          | Paris        | Lecomte/Kastler     |
| III    | 1955 | UK              | Oxford       | Thompson            |
| IV     | 1957 | Germany         | Freiburg     | Mecke               |
| V      | 1959 | Italy           | Bologna      | Mangini             |
| VI     | 1961 | The Netherlands | Amsterdam    | Katelaar            |
| VII    | 1963 | Hungary         | Budapest     | Kovacs              |
| VIII   | 1965 | Denmark         | Copenhagen   | Bak                 |
| IX     | 1967 | Spain           | Madrid       | Morcillo            |
| X      | 1969 | Belgium         | Liége        | Rosen               |
| XI     | 1973 | USSR            | Tallinn      | El'yashevich        |
| XII    | 1975 | France          | Strasbourg   | Lecomte             |
| XIII   | 1977 | Poland          | Wrocław      | Ratajczak           |
| XIV    | 1979 | Germany         | Frankfurt    | Müller/Comes        |
| XV     | 1981 | UK              | Norwich      | Orville-Thomas      |
| XVI    | 1983 | Bulgaria        | Sofia        | Jordanov            |
| XVII   | 1985 | Spain           | Madrid       | Hidalgo             |
| XVIII  | 1987 | The Netherlands | Amsterdam    | Oskam               |
| XIX    | 1989 | GDR             | Dresden      | Steger              |
| XX*    | 1991 | Croatia         | Zagreb       | Meic                |
| XXI    | 1992 | Austria         | Vienna       | Kellner             |
| XXII   | 1994 | Germany         | Essen        | Schrade             |
| XXIII  | 1996 | Hungary         | Balatonfüred | Mink                |
| XXIV   | 1998 | Czech Republic  | Prague       | Volka               |
| XXV    | 2000 | Portugal        | Coimbra      | Fausto              |
| XXVI   | 2002 | France          | Lille        | Turrel              |
| XXVII  | 2004 | Poland          | Cracow       | Handke/Ratajczak    |
| XXVIII | 2006 | Turkey          | Istanbul     | Akiüz               |
| XXIX   | 2008 | Croatia         | Opatia       | Musić/Furić         |
| XXX    | 2010 | Italy           | Florence     | Schettino           |
| XXXI   | 2012 | Romania         | Cluj-Napoca  | Aştilean/Chiş/Cozar |
| XXXII  | 2014 | Germany         | Düsseldorf   | Schmitt             |
| XXXIII | 2016 | Hungary         | Szeged       | Palinko             |
| XXXIV  | 2018 | Portugal        | Coimbra      | Fausto              |
| XXXV   | 2020 | Finnland        | Jyväskylä    | Lundell             |

* Not held because of the civil war in Yugoslavia.